# Oltu Çayı
Der Oltu Çayı ist ein rechter Nebenfluss des Çoruh im Osten der Türkei.
Der Oltu Çayı hieß in der Antike Glaukos (latinisiert Glaucus). 
Er entspringt im Gebirge südöstlich der Stadt Tortum. Von dort fließt er in östlicher Richtung. Er passiert die Siedlung Hamidiye. Später wendet er sich in einem breiteren Tal nach Nordnordosten. Die Überlandstraße D955 folgt dem Flusslauf. Der Oltu Çayı durchfließt die Stadt Oltu. Es folgen die Ortschaften Yolboyu und Tuzlaköy. Der Penek Çayı mündet rechtsseitig in den Fluss. Anschließend durchschneidet der Oltu Çayı das Gebirge. Er wendet sich allmählich nach Westen. Bei Köprübaşı mündet der Alabalık Çayı von Norden kommend in den Fluss. Es folgen die Orte Taşlıköy und Ayvalı. 8 km oberhalb der Mündung trifft der Tortum Çayı von Süden kommend auf den Fluss. Der Oltu Çayı mündet schließlich 10 km östlich der Stadt Yusufeli in den Çoruh. Der Oltu Çayı hat eine Länge von 144 km.